# 闻捷
闻捷（1923年6月12日—1971年1月13日），谱名巫之禄，又名巫咸，曾用笔名赵文节、闻捷，男，江苏丹徒人，中国诗人。

## 生平
1923年6月12日出生于江苏省丹徒县。曾就读于私塾，后转李庄小学。14岁辍学后，曾在南京一煤炭店做学徒。抗战爆发后流亡武汉，参加抗日救亡演剧工作。1938年3月加入中国共产党。1940年到延安，曾在陕北公学学习，后任陕北公学西北文工团团员，中央党校西北文工团创作室主任，陕甘宁边区《群众报》编辑、记者组组长等。1944年开始写作。1950年随军到新疆，任新华社西北总社采访部主任，1952年任新华社新疆分社社长，出版诗集《天山牧歌》。1956年任《文艺报》记者，1957年调任中国作家协会兰州分会副主席。1959年开始发表长篇叙事诗《复仇的火焰》。1960年被选为中国作协理事。1962年后在中国作协上海分会从事创作，酝酿构思长诗《长江万里》，1963年当选中共丹徒县委常委。文化大革命开始后其大批作品被认为是“毒草”。1971年1月13日被迫害至死。1978年上海市文化局为他平反昭雪、恢复名誉。1979年，人民文学出版社出版了《闻捷诗选》。

## 死亡
1968年，闻捷被下放牛棚，接受隔离审查。他的妻子跳楼自杀，女儿被赶出家门。戴厚英被指派为闻捷调查组组长，对闻捷产生了同情。1970年，戴厚英与闻捷被同时下放上海奉贤县塘外五七干校，两人之间产生了爱情，向组织申请结婚但被驳回，工宣队强行拆散了这对恋人。张春桥称这是“阶级斗争新动向”，闻捷感到绝望，于1971年1月10日在家中开煤气自杀。戴厚英将此段经历写成了小说《诗人之死》。

## 著作
著有诗歌《天山牧歌》、《吐鲁番情歌》、《果子沟山谣》等，长诗《复仇的火焰》、《长江万里》、《东风催动黄河浪》等。2001年9月北岳文艺出版社出版了《闻捷全集》（1-4卷）。

## 纪念
姜哲和沈晓坤两位老人耗时7年筹建，在2009年建立了闻捷纪念馆。2019年丹徒区委宣传部、镇江市文联联合制作了广播连续剧《诗人闻捷》。2019年10月12日，闻捷诗歌馆在丹徒区高资街道水台村正式开馆。